# マクック郡
座標: 北緯43度40分 西経97度22分 / 北緯43.67度 西経97.36度
マクック郡（英: McCook County）は、アメリカ合衆国のサウスダコタ州にある郡。2000年時点の人口は5,832人で、郡庁所在地はセイラム (Salem)。南北戦争の将校でダコタ準州知事も務めたエドウィン・スタントン・マクックにちなんで名付けられた。
この郡は周辺の三つの郡とスーフォールズ大都市圏を構成している。

## 地理
アメリカ合衆国国勢調査局によると、この郡は総面積1,495 km2 (577 mi2) である。このうち1,488 km2 (575 mi2)が陸地で、7 km2 (3 mi2) が川や湖などの水地域である。総面積のうちの0.46%が水地域となっている。

### 郡区
この郡は下記の16郡区から成る。
| - ベントン (Benton) - ブリッジウォーター (Bridgewater) - ブルックフィールド (Brookfield) - カニストタ (Canistota) - エメリー (Emery) - グラント (Grant) - グリーンランド (Greenland) - ジェファーソン (Jefferson) | - パール (Pearl) - モントローズ (Montrose) - ラムゼイ (Ramsey) - リッチランド (Richland) - セイラム (Salem) - スプリングバレー (Spring Valley) - サンプレーリー (Sun Prairie) - ユニオン (Union) |

### 幹線道路
- 州間高速道路90号線
- 国道81号線
- 州道38号線
- 州道42号線

### 隣接する郡
- レイク郡（北東）
- ミネハハ郡（東）
- ターナー郡（南東）
- ハッチンソン郡（南西）
- ハンソン郡（西）
- マイナー郡（北西）

## 人口動静

2000年国勢調査時の郡の人口ピラミッド

2000年の国勢調査によると、マクック郡には5,832人、2,204世帯、及び1,558家族が暮らしている。人口密度は4/km2 (10/mi2) で、2/km2 (4/mi2) の平均的な密度に2,383軒の住居が建っている。この郡の人種の構成は白人98.87%、黒人（アフリカ系アメリカ人）0.05%、先住民0.36%、アジア系0.21%、その他の人種0.15%、および混血0.36%で、0.77%の人々がヒスパニックまたはラテン系である。
マクック郡に住む2,204世帯のうち、34.10%は18歳未満の子どもと暮らしており、62.10%は夫婦で生活している。5.10%は未婚の女性が世帯主であり、29.30%は家族以外の住人と同居している。26.80%は独居で、全世帯の15.60%は65歳以上の独居老人世帯である。1世帯あたりの平均人数は2.58人であり、家庭の場合は3.15人である。
郡の住民は28.40%が18歳未満の子どもで、18歳以上24歳以下が6.20%、25歳以上44歳以下が25.50%、45歳以上64歳以下が20.40%、および65歳以上が19.50%となっている。平均年齢は39歳である。女性100人に対して男性は99.50人いて、18歳以上の女性100人に対しては男性は97.20人いる。
郡の世帯ごとの平均収入は35,396米ドルで、家族ごとでは42,609米ドルである。男性の28,390米ドルに対して女性は21,073米ドルの平均的な収入がある。この郡の一人当たりの収入 (per capita income) は16,374米ドルである。総人口の8.10%、家族の5.50%は貧困線以下である。18歳未満の子どもの8.90%及び65歳以上の8.80%は貧困線以下の生活を送っている。

## 都市および町
- ブリッジウォーター (en:Bridgewater, South Dakota)
- カニストタ (en:Canistota, South Dakota)
- ローレント (en:Laurent, South Dakota)
- モントローズ (en:Montrose, South Dakota)
- セイラム (en:Salem, South Dakota)
- スペンサー (en:Spencer, South Dakota)
- ユニティビル (Unityville)